# Cephaloleia cognata
Cephaloleia cognata es un coleóptero de la familia Chrysomelidae.
Fue descrita científicamente en 1869 por Baly.